# غوستا بيترسون
غوستا بيترسون (بالسويدية: Gösta Pettersson)‏ مواليد 23 نوفمبر 1940 في السويد، هو دراج سويدي سابق في صنف سباق الدراجات على الطريق. سبق أن شارك في دورة الألعاب الأولمبية الصيفية وفاز بميدالية أولمبية.

## سباقات أو مراحل فاز بها
- بطولة العالم لسباق الدراجات على الطريق
- طواف سويسرا
- طواف إيطاليا

## الميداليات
| الميدالية | المسابقة                                    |
| --------- | ------------------------------------------- |
| فضية      | الألعاب الأولمبية الصيفية 1968              |
| برونزية   | الألعاب الأولمبية الصيفية 1964              |
| برونزية   | الألعاب الأولمبية الصيفية 1968              |
| برونزية   | بطولة العالم لسباق الدراجات على الطريق 1964 |

## وصلات خارجية
- الموقع الرسمي

## روابط خارجية
- غوستا بيترسون على موقع أرشيف الدراجات (الإنجليزية)
- غوستا بيترسون على موقع إحصائيات الدراجات الإحترافية (الإنجليزية)
- غوستا بيترسون على موقع CycleBase (الإنجليزية)
- غوستا بيترسون على موقع اللجنة الأولمبية الدولية (الإنجليزية)
- غوستا بيترسون على موقع أوليمبيديا (الإنجليزية)
- غوستا بيترسون على موقع اللجنة الأولمبية السويدية (السويدية)